# Bagaraatan

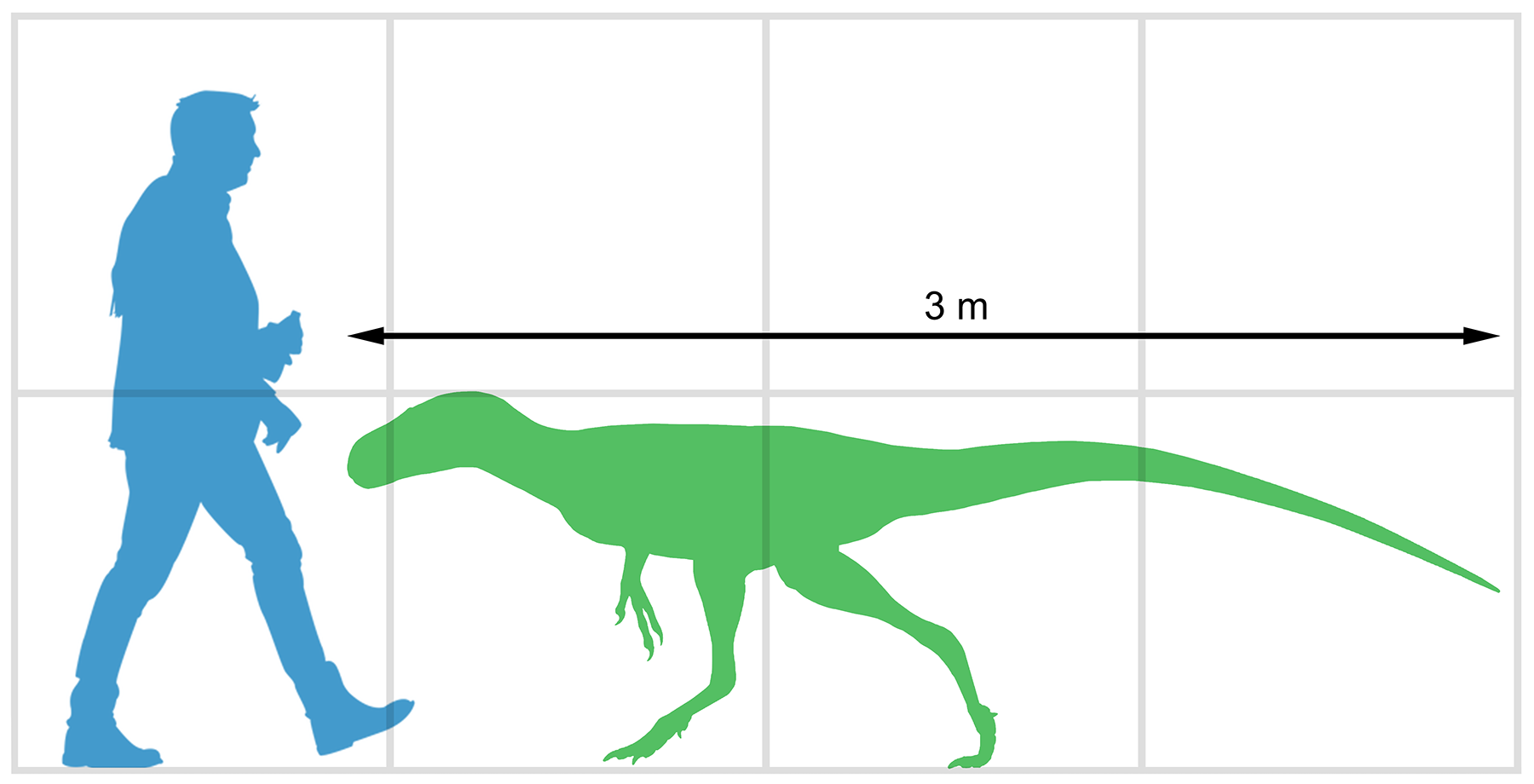
Розмір

Bagaraatan (від baɣa — «мала» та araatan — «хижа тварина, хижий звір» монгольською) — рід тероподів пізньої крейди. Скам'янілості були знайдені в формації Немегт в Монголії. Багараатан, можливо, мав довжину від 3 до 4 метрів. Типовий вид, B. ostromi, був описаний Осмульською в 1996 році. Посткраніальний (ZPAL MgD-I/108) скелет був описаний як «пташиний», тоді як череп демонструє ознаки кількох різних груп тероподів.